# Boduberu
Boduberu es un bailer similar a algunas de las canciones y bailes que se encuentran en el este y el oeste del sur de África. Es probable que la música se introdujera en las Maldivas por los marineros de la región del Océano Índico. Se puede decir que el Boduberu apareció por primera vez en las Maldivas en el siglo XI d. C.

## Interpretación
Boduberu es un baile realizado por unas 20 personas, entre ellas tres percusionistas y un cantante. Están acompañados por una pequeña campana, un conjunto de tambores también conocidos como BERU bodu, y un onugandu - un pequeño trozo de bambú con ranuras horizontales, por el que los sonidos son producidos por raspado-. Las canciones pueden tratar de heroísmo, romance o sátira. El preludio de la canción es un ritmo lento, con énfasis en la percusión y en el baile. Cuando canción llega a un crescendo, uno o dos bailarines mantienen el ritmo salvaje con sus movimientos frenéticos que terminan en algunos casos en un trance.
El vestuario de los intérpretes es un pareo y una camisa de manga corta blanca.

## Evolución
El Boduberu evolucionó entre los ciudadanos como alternativa a la música de la corte. En los primeros días, el pueblo se reunía para llevar a cabo el Boduberu, y llegó a ser ampliamente aceptado como la música de la gente común. Un punto destacable del Boduberu es su ruido y a veces el sinsentido de sus letras cantadas. Las letras no tienen un significado, ya que consiste en una mezcla de palabras locales y de algunas voces africanas. Hoy en día, las canciones significativas escritas en el idioma local Dhivehi se cantan al ritmo del Boduberu.